# Przyłęk nad Białą Głuchołaską
Przyłęk nad Białą Głuchołaską (kod PLH160016) – specjalny obszar ochrony siedlisk sieci Natura 2000, zlokalizowany na terenie województwa opolskiego. Obszar obejmuje powierzchnię 319,33 ha. Teren wyznaczony został w celu długotrwałego zabezpieczenia naturalnych siedlisk życia.
Obszar położony jest w pobliżu miejscowości Przełęk (nie Przyłęk), na terenie gmin Głuchołazy i Nysa. Na terenie tego obszaru są rezerwaty przyrody Przyłęk i Śnieżyca.
We wniosku o utworzenie obszaru zapisano:

Obszar obejmuje naturalny odcinek Białej Głuchołaskiej wraz z otaczającymi rzekę łozowiskami, łęgami i grądami. Jest to teren płaskiej terasy zalewowej na zachodzie przechodzący w terasy nadzalewowe i wysoczyznę polodowcową. W dnie doliny występują mady, w lokalnych obniżeniach namuły. Koryto rzeki ma charakter podgórski, lokalnie roztokowy. Obszar w większości pokrywają zbiorowiska leśne. Ostoja położona jest w strefie przejściowej między Górami Opawskimi, a terenami nizinnymi Ziemi Nyskiej.

## Siedliska pod ochroną
- nizinne i podgórskie rzeki ze zbiorowiskami włosieniczników (Ranunculion fluitantis)
- grąd środkowoeuropejski i grąd subkontynentalny (Galio-Carpinetum, Tilio-Carpinetum)
- łęgi wierzbowe, topolowe, olszowe i jesionowe (Salicetum albo-fragilis, Populetum albae,Alnenion glutinoso-incanae) i olsy źródliskowe
- łęgowe lasy dębowo-wiązowo-jesionowe (Ficario-Ulmetum)